# Рубикс, Артур

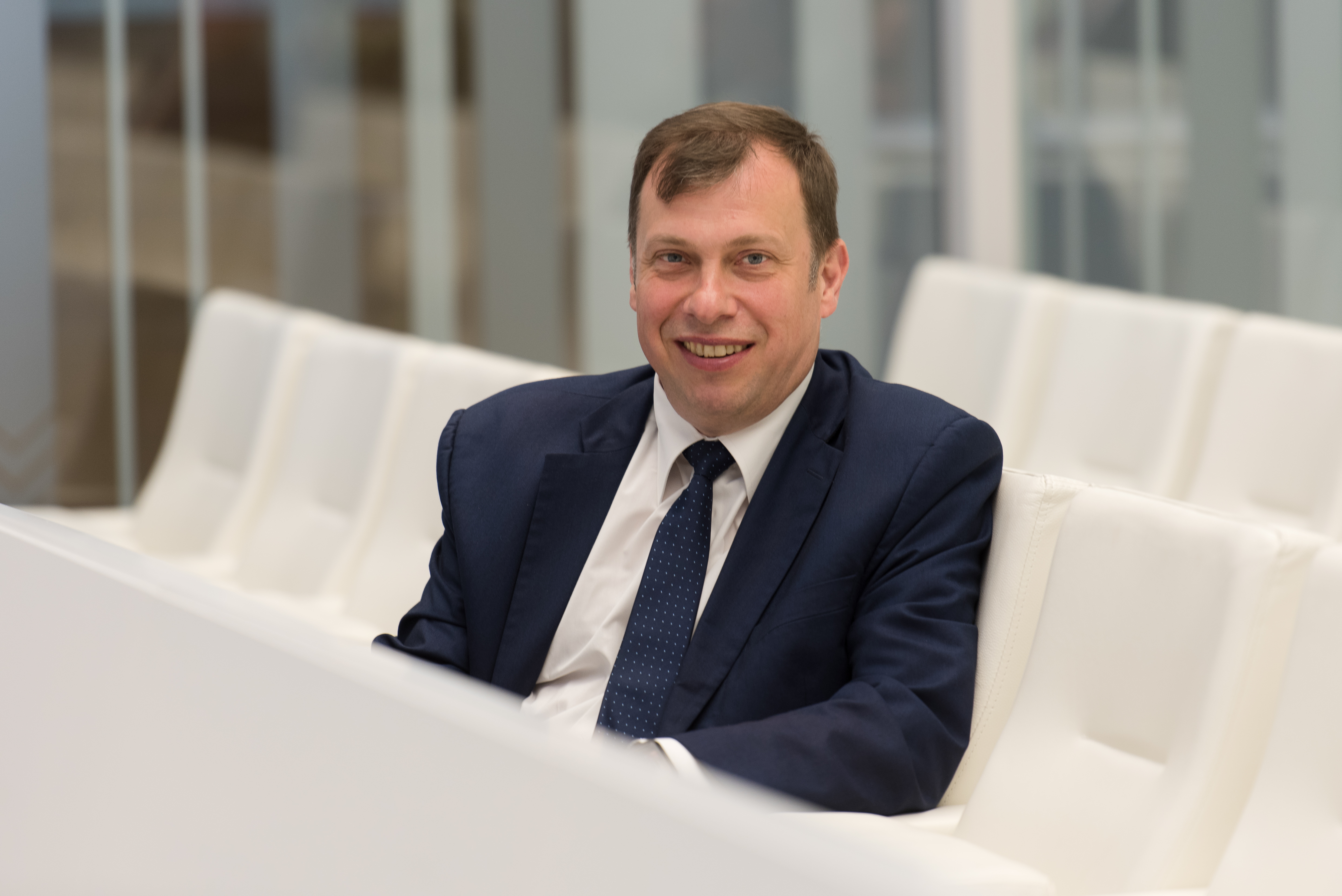
Артур Рубикс в 2020 году.

Артур Рубикс (латыш. Artūrs Rubiks; род. 16 августа 1970 года, Рига) — латвийский политик, представляющий Социалистическую партию Латвии и избранный в 12-й и 13-й Сейм по списку социал-демократической партии «Согласие». Ранее также избирался в Сейм, а также Рижскую думу. 

## Биография
Артур родился в 1970 году. Он является сыном последнего руководителя Коммунистической партии Латвии Альфреда Рубикса (род. 1935) и братом политика Раймонда Рубикса (род. 1963).
Среднее образование получил в Рижской средней школе № 21 (с русским языком обучения), которую окончил в 1987 году. Окончил Балтийскую международную академию по специальности «Управление коммерческой деятельностью». С 1995 года до конца 2005 года работал в фирме VOER, первоначально как автомеханик, а затем в качестве начальника транспортного цеха. С 2005 года до конца 2007 года — председатель правления компании KKG.

## Политическая деятельность
В политике Артур Рубикс появился в 2005 году, когда на муниципальных выборах выдвинул свою кандидатуру на место в Рижской думе от объединенного списка патриотического объединения «Родина» и Социалистической партии Латвии и был избран депутатом. В 2006 году был избран в парламент от объединения политических партий «Центр Согласия», поэтому отказался от поста в Рижской думе. Впоследствии последовательно избирался во все составы парламента по рижскому избирательному округу, тогда как его брат Раймонд баллотировался по Латгалии.

### Активность в Сейме
В 9-м Сейме Артур Рубикс принял участие в обсуждении закона «О налогах и пошлинах», изменений к законам «О природных ресурсах» и «Закона о бюджете и финансовом планировании», выступив с трибуны трижды.
В 10-м Сейме выступил только однажды — 9 июня 2011 года по законопроекту о страховании от несчастного случая на рабочем месте и профессиональных заболеваний.
В 11-м Сейме выступил с репликами трижды — в 15 декабря 2011 года в дебатах по госбюджету, 16 мая 2013 года по закону «О публичных закупках», 23 января 2014 года — по ежегодному сообщению МИДа.
В 12-м Сейме Артур Рубикс ни разу не поднялся на трибуну для выступлений по законопроектам и не подал ни одной поправки.
В 13-м Сейме Артур Рубикс является заместителем председателя фракции СДП «Согласие» и работает в комиссиях по народному хозяйству и по мандатам и этике.
В 2022 году, баллотировался от партии «Согласие», но из-за того, что партия не преодолела 5-процентный барьер, его депутатский мандат закончился. Через несколько дней после окончания депутатского мандата, он заявил, что он рад тому, что он не был избран в Сейм, хотя отметил, что не сожалеет о своём опыте.

## Личная жизнь
Был женат дважды. От первого брака с Жанной Рубикой, у него родился сын Станислав. Позже он развелись. Сейчас женат на Наталье Сороке. От второго брака детей нет.